# Beatriz Pérez Aranda
Beatriz Pérez Aranda (Madrid, 26 de març de 1963) és una periodista, presentadora i escriptora espanyola que es va fer popular quan presentava l'edició nocturna del Telediario de Televisió Espanyola el 1993. Va ser directora de premsa del Butlletí Oficial de l'Estat entre 1993 i 1994, i col·labora amb assiduïtat en revistes com Tiempo, Dunia, Woman i Cosmopolitan.
Va participar com a tertuliana en el programa presentat des de 1995 per José Luis Garci Qué grande es el cine, així com en un episodi dels programes d'entrevistes Tal cual i Los unos y los otros, ambdós conduïts per Àngel Casas des de 1993 i 1994, respectivament. En les temporades 1995-1996 i 1996-1997 va presentar l'informatiu Telenoticias de Telemadrid.
És des de 1998 professora de la Facultat de Ciències de la Informació de la Universitat Complutense de Madrid, branca de periodisme. El 2009 va tornar a la televisió pública com a presentadora del Canal 24 Horas, presentant informatius als caps de setmana, així com els informatius territorials de Ceuta i Melilla. Presenta el Telediario matinal de cap de setmana de a La 1 entre les 7 i les 9 del matí. A continuació, segueix al Canal 24 Horas fins a dos quarts de 3 del migdia, juntament amb Mercedes Martel. Es va divorciar del també periodista i presentador d'informatius Luis Mariñas.

## Obres
Entre els llibres escrits per la periodista es troben:
- Ana Botella: La biografía, escrit amb José Luis Roig, d'Ediciones B;[3]
- La ex siempre llama dos veces, amb Mari Pau Domínguez;[1]
- La estación de las siembras (Espasa);[2]
- La aventura de la maternidad;[2]
- El sueño del caracol (Espasa Calpe).[3]